# Tóth József (esperes)
Tóth József (Nyitraivánka, 1763. március 19. – Verebély, 1829. szeptember 14.) magyar római katolikus esperes-plébános.

## Élete
A teológiát 1783-ban Budán hallgatta és 1784. június 1-jén Pozsonyban végezte. 1787-ben fölszenteltetett. Káplán volt Pesten, 1791-ben plébános lett Nagysárón, 1806. július 9-től Verebélyen, majd kerületi alesperes.

## Művei
- Az irgalmasságnak legfőbb tárgyáról elmélkedő egyházi beszéd. Mellyet Pünkösd 2. napján 1807. eszt. 18. máj., az újonnan épített pesti polgárok ispotálya örökös esztendőbeli emlékeztető, vagy-is installatiójának napján élő-nyelvel mondott Pesten a szent Rókus templomában ... Pest.
- Nagy bőjti szent beszédek. Írta és mondotta. Pozsony, 1822.
- Magyar beszéd Keglevich János gróf, barsi főispán beiktatásakor ... 1825.